# Léonard Kakudji Muzinga
Léonard Kakudji Muzinga (* 13. März 1970 in Kalemie, Demokratische Republik Kongo) ist kongolesischer Geistlicher und römisch-katholischer Bischof von Kamina.

## Leben
Léonard Kakudji Muzinga studierte Philosophie und Theologie am Priesterseminar des Erzbistums Lubumbashi, für das er am 31. Juli 2005 das Sakrament der Priesterweihe empfing.
Nach der Priesterweihe war er bis 2012 Pfarrvikar und Direktor eines Berufsbildungsinstituts in Likasi. Von 2007 bis 2011 war er zudem für die Jugendpastoral in der Region Likasi verantwortlich. Von 2012 bis zur Ernennung zum Bischof war er Pfarrer der Pfarrei St. Paul in Lubumbashi und zuletzt auch Dekan. Ab 2013 war er Seelsorger und Referent für die Familienschwestern von Bakhita. Von 2019 bis 2021 war er Bischofsvikar für die bischöflichen Werke und ab 2023 Mitglied des Diözesanwirtschaftsrats des Erzbistums Lubumbashi.
Papst Franziskus ernannte ihn am 11. November 2023 zum Bischof von Kamina. Der Erzbischof von Lubumbashi, Fulgence Muteba Mugalu, spendete ihm am 2. Februar des folgenden Jahres in der Kathedrale von Kamina die Bischofsweihe. Mitkonsekratoren waren der Bischof von Sakania-Kipushi, Gaston Kashala Ruwezi SDB, und der Bischof von Kolwezi, Richard Kazadi Kamba.